# Maria Motuznaya
Maria Motuznaya (en ruso: Мария Сергеевна Мотузная) (Barnaúl, 26 de agosto de 1994) es una bloguera y activista rusa. Saltó a la luz pública a finales de julio de 2019, cuando explicó en Twitter por qué está en la lista oficial de extremistas y terroristas de Rusia.

## Biografía
Nació el 26 de agosto de 1994 en la ciudad de Barnaúl, en el krai de Altái.. Fue criada por su madre, una cristiana ortodoxa. Motuznaya inició estudios de cine, con el sueño de ser directora. Una de sus metas era aprender chino y marcharse al país asiático para poder trabajar.
El 8 de mayo de 2018, la policía acudió inesperadamente a su domicilio con una orden de registro. Entonces Motuznaya se enteró de que estaba acusada de dos artículos del Código Penal en el insulto a los sentimientos de los creyentes, así como en la incitación al odio o la enemistad. La base de las acusaciones fue que la chica en 2015 guardó para sí en los álbumes de VKontakte, la red social propiamente rusa, de imágenes de memes sobre temas que trataban temas de religión y sobre las personas negras.
En su opinión, el verdadero motivo de su persecución son sus actividades sociales. Publicó repetidamente en las redes sociales anuncios de mítines de la oposición, en particular las acciones de Alekséi Navalni.
En octubre de 2018, anunció su emigración de Rusia para obtener asilo político en uno de los países europeos.
En enero de 2019, la causa contra Motuznaya fue archivada.
En marzo de 2022, poco después de la invasión rusa de Ucrania, Motuznaya criticó las razones del usuario en Twitter AssezJeune para eliminar la franja roja respecto a la bandera blanquiazul de Rusia.